# Mehdi Rajabzadeh
Mehdi Rajabzadeh (persan : مهدی رجب‌زاده) (né le 21 juin 1978 à Chiraz en Iran) est un joueur de football international iranien, qui évolue au poste de milieu de terrain.

## Biographie

### Carrière en sélection
Avec l'équipe d'Iran, il joue 16 matchs (pour 4 buts inscrits) entre 2004 et 2008. 
Il figure dans le groupe des sélectionnés lors de la coupe d'Asie des nations de 2007, où son équipe atteint les quarts de finale.
Il joue enfin trois matchs comptant pour les éliminatoires de la coupe du monde, lors des éditions 2006 et 2010.

## Palmarès
Zob Ahan
- Championnat d'Iran :
  - Meilleur buteur : 2006-07 (17 buts)

 Fajr-Sepasi
- Coupe d'Iran :
  - Vainqueur : 2001